# Stefáni (Préveza)
Stefáni, en grec moderne : Στεφάνη, est un village du dème de Préveza, district régional de Préveza, en Épire, Grèce.
Selon le recensement de 2011, la population du village s'élève à 440 habitants.